# Microniscus latyfrons
Microniscus latyfrons is een pissebed uit de familie Microniscidae. De wetenschappelijke naam van de soort is voor het eerst geldig gepubliceerd in 1948 door Gnanamuthu & Krishnaswamy.